# Araneus annulipes
Araneus annulipes este o specie de păianjeni din genul Araneus, familia Araneidae. A fost descrisă pentru prima dată de Lucas, 1838.
Este endemică în Insulele Canare. Conform Catalogue of Life specia Araneus annulipes nu are subspecii cunoscute.